# Мікаель Еллертссон
Мікаель Егілл Еллертссон (ісл. Mikael Egill Ellertsson, нар. 11 березня 2002, Рейк'явік, Ісландія) — ісландський футболіст, нападник італійського клубу «Венеція» та національної збірної Ісландії.

## Клубна кар'єра
Мікаель Еллертссон народився у Рейк'явіку і є вихованцем столичного клубу «Фрам», де він починав грати у молодіжній команді. Провівши в ісладському клубі вісім матчі, в липні 2021 року футболіст перейшов до італійського клубу СПАЛ, де навіть встиг зіграти два матчі. Та в останній день трансферного вікна контракт ісландського нападника за 1 млн євро викупила «Спеція». Та в Серії А Еллертссон не зіграв, а залишився у СПАЛ вже на правах оренди.
Влітку 2022 року він приєднався до «Спеції», і після дебюту за клуб в Кубку Італії 6 серпня в матчі проти «Комо» (5:1), за тиждень він дебютував у Серії А, вийшовши в кінці матчу проти «Емполі» (1:0). Втім у вищому італійському дивізіоні ісландець закріпитись незумів, тому 26 січня 2023 року він був проданий назавжди до «Венеції» з Серії Б. 23 квітня він забив свій перший гол у чемпіонаті Італії в матчі проти «Тернани» (4:1).

## Збірна
Мікаель Еллертссон грав за юнацькі та молодіжну збірні Ісландії. 
8 жовтня 2021 року у матчі відбору до чемпіонату світу 2022 року проти команди Вірменії Еллертссон дебютував у національній збірній Ісландії. 24 березня 2023 року він забив свій перший гол за збірну у зустрічі проти Ліхтенштейну (7:0).